# Vintage (moda)

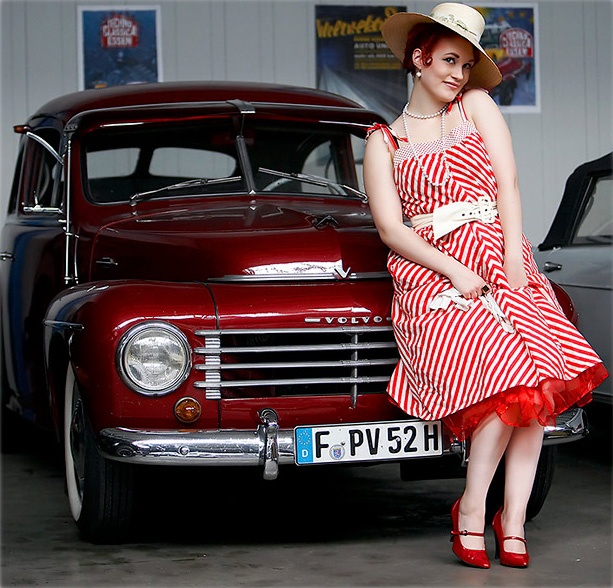
Estilo vintage

Vintage é uma corrente da moda que busca recuperar modos de vestir de períodos passados, sobretudo de estilos das décadas de 1920, 1930, 1940, 1950, 1960 e 1970.

## Características
Os estilos abordados pela moda vintage buscam utilizar peças de vestuário e acessórios autênticos de décadas passadas são combinados para compôr um figurino precisamente inspirado em uma determinada década.
A definição da moda vintage ainda é um assunto em discussão. Ao longo dos anos, o termo foi incorporado ao vocabulário da moda para definir a combinação de peças que remetam a estilos que foram tendências em épocas passadas, sem que tais peças sejam, necessariamente, produzidas em alguma década passada. Frequentemente, este termo confunde-se com o Estilo Retrô.
Também é atribuída à moda vintage a ação de recriar figurinos a partir de moldes e modelos disponíveis em revistas de moda do início a meados do século XX, com o objetivo de manter, com fidelidade, os aspectos têxteis, de modelagem e acabamento das peças. Este tipo de atividade, que tem interface com a recuperação de estilos documentados pela História da moda, busca manter a originalidade proposta pelo estilista, concordando com o estilo de moda vigente no intervalo de tempo selecionado. 
Dentro deste panorama, a moda vintage pode incorporar roupas e acessórios que não estão atualmente em voga, como chapéus, luvas e anáguas. Compõem o figurino outros acessórios que concordam com a moda da década selecionada, como bolsas, sapatos, cintos, gravatas e echarpes, além de penteados.
Algumas vezes, a moda vintage está associada ao revivalismo de décadas passadas, quando o indivíduo busca reproduzir com precisão em seu vestuário os atributos de uma determinada década, visando uma reconstrução cultural. Como exemplo, cita-se a moda de cabelos curtos e vestidos com cintura rebaixada expressossos na figura das melindrosas nos anos 1920; a forte influência da tendência Art déco nos vestuários dos anos 1930; o surgimento de vestuário feminino com corte militar e de comprimento mais curto em função da Segunda Guerra Mundial nos anos 1940; o advento das saias godês celebradas pelo New Look idealizado por Christian Dior que predominou do fim dos anos 1940 até meados dos anos 1960, quando surge o estilo Mod.
Alguns estilistas atribuem ao retorno das modas setentistas, oitentistas e noventistas um teor vintage, mas, por estas coleções serem relativamente recentes, o termo nem sempre é adequadamente atribuído a estas décadas.

## Vintage, Antiguidade e Retrô: diferenças
O enquadramento de peças de vestuário no conceito de moda vintage e moda retrô ainda é bastante controverso. Isto ocorre porque frequentemente o termo moda vintage é atribuído comercialmente a coleções recentes, mas que não possuem referências precisas a estilos utilizados no passado.  
É comum a combinação de itens autênticos e de reproduções atuais para alcançar o visual esperado. 
De maneira ampla, tem-se as seguintes convenções para estes termos: 
- Antiguidade é qualquer peça que tenha, ao menos, 100 anos de idade;

- Vintage é qualquer peça que tenha pelo menos 20 anos e menos de 100 anos, pois, a partir de 100 anos a peça já é considerada antiguidade;

- Retrô é uma reprodução de estilos antigos, com confecção atual. Neste conceito, enquadram-se tanto as peças que são reproduções fiéis e precisas de figurinos do passado, quanto as peças consideradas inspirações, ou seja, recriações livres de figurinos do passado. Estes últimos podem não se restringir a um único período histórico, mas conter referências de décadas distintas em um único item ou figurino.